# MIMD
|                                               | Одиночний потік інструкцій Single Instruction | Множинний потік інструкцій Multiple Instruction |
| Одиночний потік даних Single Data             | SISD                                          | MISD                                            |
| Множинний потік даних Multiple Data           | SIMD                                          | MIMD                                            |
| Цей шаблон: переглянути обговорити редагувати |                                               |                                                 |

MIMD (англ. multiple instruction, multiple data — множинний потік команд, множинний потік даних) — це елемент класифікації згідно з таксономією Флінна для паралельних процесорів, де є декілька обчислювальних пристроїв обробки команд, кожен з яких працює зі своїм набором команд.

## Типологія паралельних (MIMD) архітектур (за доступом до пам'яті)
Усі процесори мають бути об'єднані за допомогою швидкісної локальної мережі, це необхідно для взаємодії між процесорами.

### З розподіленою пам'яттю (Distributed memory)
У даній моделі присутні лише процесори і кеш між ними. Кожен процесор у системі має доступ лише до своєї локальної пам'яті. Також окрім обчислення процесор може відсилати і отримувати дані з мережі, саме за допомогою повідомлень і відбувається обмін даними між процесорами. В ідеальній мережі вартість пересилання даних між двома процесорами не залежить від їх розташування у мережі, а залежить лише від довжини повідомлення.

### З загальною пам'яттю (True shared memory)
Усі процесори спільно звертаються до загальної пам'яті, як правило, через шину чи ієрархію шин. В ідеалізованої PRAM (Parallel Random Access Machine — паралельна машина з довільним доступом) моделі, яка часто використовується в теоретичних дослідженнях паралельних алгоритмів, будь-який процесор може звертатися до будь-якої комірки пам'яті у той самий час.

### Зі спільною віртуальною пам'яттю (Virtual shared memory)
У таких комп'ютерах загальна пам'ять відсутня. Процесор може використовувати як свою локальну пам'ять так і пам'ять інших процесорів, за допомогою «глобальної адреси». У випадку якщо глобальна адреса вказує не на локальну пам'ять, то доступ до пам'яті здійснюється за допомогою повідомлень, з малою затримкою, що пересилаються по мережі.